# Servius Fabius Pictor
Servius Fabius Pictor (i. e. 2. század) római történetíró, annalista.
Életéről szinte semmit sem tudunk. Idősebb Cato kortársa volt, történeti és jogi munkákat készített, előbbieket annalisztikus formában. Cicero, Gellius és Nonius Marcellus őrzött meg néhány töredéket munkáiból.